# Онтаев, Бейсен Сеитович
Бейсен Сеитович Онтаев (1922—1991) — старший лейтенант Советской Армии, участник Великой Отечественной войны, Герой Советского Союза (1943).

## Биография
Родился 3 мая 1922 года в селе Кара-Спасское (ныне — город Арыс в Туркестанской области Казахстана). Происходит из подрода акмырза рода кулшыгаш племени конырат. Рано остался без родителей, рос в детском доме.
После окончания Чимкентского сельскохозяйственного техникума работал гидротехником.
В январе 1942 года призван на службу в Рабоче-крестьянскую Красную армию. С августа 1943 года — на фронтах Великой Отечественной войны.
К октябрю 1943 года красноармеец Бейсен Онтаев был разведчиком 120-го стрелкового полка 69-й стрелковой дивизии 18-го стрелкового корпуса 65-й армии Центрального фронта. Отличился во время битвы за Днепр. 15 октября 1943 года Онтаев в составе передовой группы переправился через Днепр в районе посёлка Радуль Репкинского района Черниговской области Украинской ССР и принял активное участие в боях за захват плацдарма, лично уничтожив 8 солдат и офицеров противника. На следующий день Онтаев активно участвовал в отражении немецких контратак, только во время одной из них уничтожив 8 солдат и офицеров противника.
Указом Президиума Верховного Совета СССР от 30 октября 1943 года за «образцовое выполнение боевых заданий командования на фронте борьбы с немецкими захватчиками и проявленные при этом отвагу и геройство» красноармеец Бейсен Онтаев был удостоен высокого звания Героя Советского Союза с вручением ордена Ленина и медали «Золотая Звезда».
В 1946 году в звании старшего лейтенанта Онтаев был уволен в запас. Вернулся в Казахскую ССР. После окончания партийной школы при ЦК КП Казахской ССР и Чимкентского педагогического института руководил средней школой. Скончался 21 июня 1991 года.
Был также награждён орденами Отечественной войны 1-й степени и Красной Звезды, рядом медалей.